# 羟多巴胺
羟多巴胺（也称为6-羟基多巴胺，6-hydroxydopamine，缩写6-OHDA，或2,4,5-三羟基苯乙胺，2,4,5-trihydroxyphenethylamine）是一种人工合成的神經毒素，分子式C8H11NO3，用于在帕金森氏症的研究中破环大脑中的某些特定神经元。